# Hajanist
Hajanist – wieś w Armenii, w prowincji Ararat. W 2011 roku liczyła 2117 mieszkańców.